# Gotra emaculata
Gotra emaculata är en stekelart som först beskrevs av Szepligeti 1916.  Gotra emaculata ingår i släktet Gotra och familjen brokparasitsteklar. Inga underarter finns listade i Catalogue of Life.